# 七つの大罪 (ホビージャパン)
『七つの大罪』（ななつのたいざい）は、ホビージャパンによる日本のメディアミックス作品。「魔王崇拝型コンテンツ」と称されている。「七つの大罪」におけるそれぞれの罪を司るとされる魔王をそれぞれ女性キャラクター化しているのが特徴である。2011年よりウェブサイトが開設され、2012年より基幹商品となる「邪神像」と称するフィギュアの販売が開始された。
2012年10月にOVA化が発表されていたがこれは企画が消滅し、改めて2016年8月にテレビアニメ化が発表されている。2017年4月放送開始のテレビアニメは制作の遅れから、最終回（第12話）が通常枠でテレビ放送できなくなり、第11話の放送から2週間以上遅れた7月29日に各種配信サイトとAT-Xで公開された。
また、本作の天使版となる『七つの美徳』のアニメ化が発表され、2018年1月から3月まで放送された。ただしこちらは5分のショートアニメとなり、地上波では放送されない。

## 登場人物

### 七つの大罪
ルシファー
声 - 喜多村英梨 / 原由実（sin 七つの大罪 X-TASY）
第一の罪、傲慢の魔王。
元は天使だったが、傲慢の罪により地獄へ堕とされ大罪達との戦いを経て魔王へと生まれ変わる。「傲慢」の名に違わず、傲岸不遜な言動が目立つ一方で、長らく天界で過ごしていた影響のためか、やや世間知らずでウブな一面もある。また、元が天使だったこともあり、根は生真面目で曲がったことを嫌う熱血漢な一面もある。自分の天使の血を預けた真莉亜と再会した後に彼女の心臓を奪う。魔王への転生時に、ベリアルにかけられた７つの呪いを解いて力を取り戻し、ある目的を果たすため再戦を開始した。意外と警戒心が緩いところがあり、女医に化けたベリアルから、腹痛を抑える鎮痛剤と偽って肛門に挿入された坐薬状の睡眠薬を直腸吸収してしまう。薬で意識を失うほど熟睡している間に、胸部から真莉亜の心臓を奪われるという失態を犯した。
ベリアルが首座の座を失った後は他の大罪達の支持を得て新たな首座となり、魔王達の頂点に君臨する事となり、地獄を壊滅しに現れたミカエルと激戦を繰り広げる。他の大罪達の犠牲を重ね、地上でミカエルとの一騎討ちで、彼女の槍に身体を貫通されて一度絶命する。ルシファーの復活を祈る真莉亜が自身を生贄として胸を貫き、その胸から溢れ出した天使の血を取り込んだことで復活する。天上界、地獄界、地上界の体験を経て真莉亜の肉体を吸収した無敵のルシファーは、ミカエルを圧倒して勝利を収めるが、止めを刺さずに見逃して七つの美徳達に宣戦布告をする。真莉亜を失った悲しみから流した血の涙こそ、自身の中に僅かに残っていた天使の血で、真莉亜の肉体を全裸のまま再生する奇跡を起こした。魔王達との戦いの途中で真莉亜を友人と認め、自身を呼び捨てで呼ぶ事を許している。
レヴィアタン
声 - 藤田茜
第二の罪、嫉妬の魔王。自身を「レヴィー」と略して呼ぶことが多い。上半身は普通の服装に対し、下半身はミニスカートのような太めのベルト一本を巻いただけで、全力で戦う時はビキニアーマーのような鎧を装備した姿となる。女性用下着は着用せず、性器を隠す絆創膏を股間に一枚貼っている。
精神的に幼く我儘な性格で、ルシファーを「お姉様」と呼び強く慕っており、彼女のためならどんな危険な状況であろうと飛び込んでいくことも厭わない。ルシファーが脱ぎ捨てた下着の匂いを嗅ぎながら、クロッチ部分を舐めまくって興奮する特殊性癖がある。
テレビアニメ版ではルシファーへの慕情の強さ故に、彼女が目をつけている真莉亜を妬んでおり、彼女に対して事ある毎に辛辣な態度を見せる。水を操る魔法を得意としており、その為か従えている魔物も水棲生物のような姿をした者が多い。
嫉妬のあまり真莉亜を手に掛けようとし、拘束して辱めるもその真莉亜に真っ直ぐな感情をぶつけられて敗北。すべてを見ていたルシファーに自身の敗北を宣言されてしまった。以後一緒にいることで少しずつ仲良くなっており、真莉亜には「レヴィちゃん」と呼ばれるようになった。ベリアルとアスタロトが地上に追放された後は、ルシファーと共に七つの大罪に君臨した。
サタン
声 - 櫻庭有紗
第三の罪、憤怒の魔王。
赤髪のロングヘアーに、露出の高い服装の美女。好戦的な性格であり、地獄門を守護し強大な戦闘力を持つ。武器は斧。
地獄に落ちてきたルシファーと最初に闘った相手であり惨敗。また可愛いもの好きであり同じ魔王であるベルゼバブがお気に入り、そのお気に入りのベルゼバブがルシファー側に付きベリアルがそのことを諭したことにより地上でルシファーと再戦、当初は信者である米艦隊を伴い優位に戦闘を行うもレヴィアタンの介入により米艦隊は抑えられ、地球を破壊しかねない激闘を経て月へ誘い込まれ一騎打ちに持ち込まれて敗北。そして戦う前に交わした約束通り、地獄門を開きルシファー一行を通した。しかしその後ベリアルの手により岩盤に磔にされてしまう。
ベルフェゴール
声 - 加隈亜衣
第四の罪、怠惰の魔王。
白髪で、動物の様な耳、二本の角、動物の尻尾(先端が三本の爪)が特徴。無気力な性格で、上半身に長袖服にノーブラ、下半身はパンツ一丁と言っただらしない服装をしていることが多い。部屋の中は大量の漫画本やゲームソフトで溢れ返っているが、本人はどこに何があるか把握しているとのこと。酒好き。
アスタロトと仲がよくLINEのようなアプリでやり取りをしている。そのアスタロトがルシファーと勝負する際は専用のPVを作製して支援した。
自身が信者を集める為に利用していたオンラインゲームの世界にルシファーを封じ込めようとした。同様に封じ込めた真莉亜を勇者に仕立て上げ利用して翻弄するが、最終的に参戦していた信者が全員離脱しルシファーにゲームの世界を破壊された事で完全にやる気を失い自らの負けを認める。そしてゲームの終了後にマモンからゲームサーバ修繕費として莫大な額の請求書を送りつけられてしまう。その後ベリアルの手で延々とランニングマシンでの運動を強制される。
マモン
声 - 日笠陽子
第五の罪、強欲の魔王。
露出の高い服装に、大罪一の爆乳の持ち主の美女。夫が遺した負債と自身の50万人の子供を養う為、ロンドンを拠点に金儲けをしていた。自らと契約した者に子供を育てさせ、その代価として全財産を徴収しようとした。調合した薬品を駆使して一度はルシファーを倒し、その戦いの中で所有する物件の窓を割り価値を下げた代償として地獄の責め苦を与える。しかしそれを打ち破ったルシファーと再戦するも敗れ去り、店は破壊され物件の弁償費用も踏み倒されてしまう。また契約者も解放された為、計画は全て失敗に終わる。その後地獄に戻るとベリアルの手により錘付きの木馬に押さえつけられてしまう。
ルシファーに敗戦後は仮想通貨で金儲けをしている模様。
ベルゼバブ
声 - 小倉唯
第六の罪、暴食の魔王。
額に一本角を生やし、ツインテールの髪型と、メイド服のような服装が特徴の少女。引っ込み思案で口数が非常に少ない。何より食べることを幸せに感じているが、食べ過ぎで胃炎を起こし、しばしば入院するらしい。大食い対決で引き分けた後に入院したルシファーと病院内で入院患者同士として再会し、意気投合する。ルシファーにすっかり懐き、ルシファーと真莉亜に「バブ」「バブちゃん」と呼ばれる仲となる。その後ルシファーの与えた物しか食べないと誓うが、それを逆手に取られ、ベリアルによってソーセージを食すことを強制される。
アスモデウス
声 - たかはし智秋
第七の罪、色欲の魔王。
セクシーな美女。大罪では、一番の常識人とされているが、かなりのスケベな性格で、過激な露出のある水着などで、男を誘惑するのが得意。またかなりの露出狂で、羞恥心も皆無である。マイアミの海岸で自分の信者集めに取り組んでいた時、地獄で一度会い対決したルシファーと再会するが、一緒についてきた真莉亜の初心さに興味を惹かれ、彼女を自分の部屋に連れ込むが、それはルシファーが用意した罠で真莉亜をかけて対決する。全身を性感帯にさせたルシファーを触手で攻めたが、彼女の官能の姿を見て愛液を垂れ流すほど興奮してしまい、敗北を自覚する。ショートアニメではバニースタイルやボンデージスーツ、ナースなどのコスプレで、真莉亜に18禁プレイを行ったが、媚薬を飲まされて性格が豹変した真莉亜に、逆に性具責めにされて快楽堕ちする。

### はぐれ魔王
ベリアル
声 - 伊藤静
異端の罪一、虚飾の魔王。元七つの大罪の首座。
名門バーンデール家の令嬢。頂点に立つ者を自称し、傲岸不遜な態度を見せることが多いが、他の魔王からは冷ややかな目で見られている。
乗り込んできたルシファーをグノーシスの力で追い詰め、翼を切り裂いて魔力を奪い取る七つの呪いを与えるが、結果的に魔王へと生まれ変わるきっかけを作ってしまうこととなった。
次々と他の魔王を打ち破っていくルシファーに怒りを募らせるようになり、真莉亜を拉致、上述のサタンを唆して戦うように仕向ける等、様々な策を用いるようになるが、結局ルシファーが地獄へ侵入するのを許してしまい、さらには他の大罪達の離反を招いてしまう。そして自分に反逆し、ルシファー側に付いた大罪達に責め苦を仕掛け、そしてコキュートスに敗れたルシファーを捕らえた。
実は元々、彼女はサタナエルという天使であり、人間達に奇跡を言い渡す事で、神に尽くすという行動をしていたが、逆にそれが人間達を堕落させることとなり、その件でルシファーに堕天させられ、以降彼女に復讐心を抱いていた。その後は大罪達に頭を下げながら彼女らを欺き、大罪の首座に君臨した。そしてその真実を話ながら、ルシファーに拷問を与え、真の目的が、ミカエルに地獄を壊滅させ、自身が天界に帰るという取引をすると布告し大罪の首座を放棄する。だがそれが大罪の魔王達を責め苦から解放する結果となってしまい、追い詰められる。しかし真莉亜から取り込んでいた天使の血により、天使の力を取り戻す事で、大罪の魔王達を圧倒し、磔にする。そして魔莉亜の心臓を握り潰す事で、彼女にルシファーを始末させようとする。ルシファーが自身から刺しに突っ込んできた際、彼女が倒れたと長年の復讐に決着が付いたと喜ぶが、実はルシファーが真莉亜と心臓を入れ替える事を目的で行った演技であり、それにまんまと騙されたルシファーに怒りのまま彼女と対決する。ルシファーから自身を堕天させたのは神であると真実を告げられる。そして神に従っていた自身をルシファーに侮辱され、逆に神に抗う彼女を始末しようとするも、魔力を取り戻したルシファーに攻撃が効かず、惨敗する。
ミカエルが地獄に現れた際、目的を果たしてと彼女に天界に帰らして貰うと懇願するも、最初から天界は魔王と契約などしないと言い渡され、見捨てられる。魔王としての役目を果たそうとミカエルと交戦し、彼女の聖なる光翼を一枚の破壊に成功するも、敗北して地上へと追放された。総てが終わった後、ルシファーが王座に収まっている地獄界にも居場所がないため、人間界でアスタロトのアパートに身を寄せている。
アスタロト
声 - 田所あずさ
異端の罪二、憂鬱の魔王。
陰気な性格でベリアルに強い忠誠心を持っている。狭いアパートの一室を拠点にアイドル活動をしながら信者を集めていた。時々ラップのような口調になる。
プレッシャーに弱く人前で歌えなくなる弱点を持つため、活動は自身が歌う動画を配信する程度に留まっていた。ライブ対決で負けを認め、次に会う時は敵同士である事を告げながらも満足気な様子だった。
ルシファーが地獄に乗り込んで来た時は、他の大罪の魔王達がベリアルを見限って離反していく中で、彼女だけは従い続けた。
そしてレヴィアタンとの戦い繰り広げる。そしてコキュートスに凍らされて、戦いは中断になり、彼女と共に捕まる。脱出後はベリアルがミカエルに敗北後、彼女に付いていく形で追放される。その後は人間界の自分のアパートで、ベリアルと庶民的な共同生活を送っている。

### 七つの美徳
担当声優は、ミカエルのみ『sin七つの大罪』より、その他の天使たちは短編アニメシリーズより担当。
ミカエル
声 - 内山夕実
第一の美徳、忠義を司る天使長。軍服のような服装が特徴。神への忠義を重んじる仲間想いな正義漢であるが、オムライスなどの卵料理に目がない大食漢でもある。
ルシファーが神を冒涜したと断罪して地獄に落として以来、ルシファーとは対立関係にある。潜在能力が高い反面、実力面ではルシファーに及ばない部分もあることを自覚しており、ラファエルからは「ルシファーのことが今でも好きなのではないか」とからかわれている。
ウリエル
声 - 瀬戸麻沙美
第二の美徳、忍耐を司る天使。「天界の諜報員」を自称し、「忍耐」の名に恥じないよう、常にストイックに構えているが、キャパオーバーになりやすい。
また、身を隠したつもりでも、すぐ相手にばれてしまうことも多く、テレビアニメ版でも、影となってメシヤ候補者を見守っているつもりだが、かなり目立っていた。
サリエル
声 - 中村桜
第三の美徳、慈悲を司る天使。マイペースで、慈悲愛に溢れる寛大で平和好きな性格だが、若干天然ボケで、自他に甘すぎる一面がある。
オッドアイが特徴的だが、一度くしゃみをすると、邪眼である右目の持つ魔力が暴走し、本人の力でも対処しきれないほど壊滅的な被害をもたしてしまう。そのため、他の天使たちからは、「予測不能の攻撃能力では天使の中でも最強」と評され、恐れられている。
サンダルフォン
声 - 井澤詩織
第四の美徳、勤勉を司る天使。健気な努力家で、自身の発明したアイテムで周りに認められたがっているが、ドジな部分が災いして、大抵の発明品は失敗に終わってしまう。
七つの大罪の魔王たちとも交流があり、特にベルフェゴールとアスタロトとは仲が良く、チャットでやり取りすることも多い。メタトロンは実の妹。
メタトロン
声 - 小澤亜李
第五の美徳、博愛を司る天使。ツインテールで看護師のような服装が特徴。献身的な部分が災いして、お人好しでウブな一面があり、損をしやすい。
一度注射器を手にすると、「治療」が好きなドSキャラと化す。サンダルフォンは実の姉で、彼女からは「メタちゃん」と呼ばれている。
ラファエル
声 - Lynn
第六の美徳、節制を司る天使。ツインテールで女子高生のような服装とサングラスが特徴。サバサバしたムードメーカーながら、天使の中でも人間界に最も明るく、良識がある。
美容やオシャレにうるさく、ダイエットを趣味としており、カロリーオフの食品をしばしば口にしている。ミカエルとは親友である。
ガブリエル
声 - 新田ひより
第七の美徳、純潔を司る天使。「天使の風紀委員」を自称し、天使や人間の性生活を執り仕切ることを自らの勤めとしている。
真面目でプライドは高いが、やや鈍感で天然ボケな一面があり、戦闘力なども他の天使より弱め。語尾に「〜だよ」・「〜なんだよ」と付けることが多い。

### 人間
十束 真莉亜（とつか まりあ）
声 - 戸田めぐみ
聖蹟女学院に通う女子高生。
大人しい性格で人間界にやって来たルシファーに心臓を奪われてしまう。以後は強制的な形でルシファーと行動を共にする事になる。
行動を続ける中でルシファーから自身を呼び捨てにする事を許されるようになる。しかも、地獄に落とされる前にルシファーから天使の血を預けられていて、地上界にいる大罪の魔王を見つける能力を身につけている。ベリアルにルシファーに与えられた天使の血を嗅ぎ付けられ、彼女に拘束される。そして人質にされて、自身の心臓を握り潰されながら、ルシファーを刺すように脅迫され、ルシファー自身が刺しに突っ込んで来て、刺してしまった事に対しては深く号泣をした。(しかしこれはルシファーが自身の心臓と真莉亜の心臓を入れ替えるという目的をする為の演技であった。)
ルシファーとミカエルの激戦中。幼少期に母から教えられた教会の天使像こそルシファーであったことを思い出す。ルシファーがミカエルに敗れて死亡した際、心臓を貫いて自らを生贄に捧げて彼女を復活させるも、シファーに残っていた天使の血が涙となって流れたことで真莉亜の肉体が再生した。テレビアニメ版の後日譚を描くショートアニメでは、地獄の首座に君臨したルシファーと魔王達(ベリアルとアスタロトも含む)による、天使撃退と勝利を祝う打ち上げ会場の温泉旅館に呼ばれ、魔王全員と仲良くなった模様。
美菜（みな）
声 - 富田美憂
真莉亜の友人。
真莉亜の母
声 - 岡村明美
真莉亜が幼少期の頃、教会で御祈りをしていた際、人間を守る天使(ルシファー)についての事を話した。
メシア候補者たち
声 - 髙坂篤志
『七つの美徳』のテレビアニメ版に登場する。各天使たちがメシア候補者に選んだ男性であるが、各話ごとに異なる人物が登場する。

### 悪魔
グノーシス
声 - 山田浩貴
ベリアルの下僕。
ルシファーとの戦いで装備を失ったベリアルの鎧となる。

### その他
カロン
声 - 宮崎敦吉
醜悪な老人の姿をした地獄の渡し人で船と一体となっている。かなり好色な性格でルシファーに対しアケローン川を渡す条件として下着を見せるように要求してくる。それを拒否されると舌を触手のように駆使した変態的な攻撃手段でルシファー達を苦しめるが、最後は転覆させられた所をトドメとばかりにレヴィの股間の絆創膏を見せつけられ、興奮のあまりに昇天してそのまま川底へと沈没していった。川底には亡者達がいるが、相当恨まれているらしく沈んだ際には亡者達の手が伸び引きずり込まれていった。
裁判長
声 - 丸山有香
ルシファーが再び地獄に戻る際に集めた信者の一人。何らかの罪を犯した被告人に死刑判決を下した所を、傲慢の罪でルシファーの信者にされる。

## アニメ

### OVA企画『七つの大罪』
2012年10月にOVA化（第1部として全2話の予定）が発表されたが製作に至っていない。監督・キャラクターデザインに金子ひらく、シリーズ構成・脚本に上江洲誠、アニメーション制作にREMICがスタッフとして同時に発表されていた。
テーマソング
「蠱業要覧」
　作詞 - 華憐 / 作曲・編曲 - Gaku / 歌 - 電気式華憐音楽集団

### テレビアニメ『sin 七つの大罪』
2017年4月より7月まで放送された。

#### スタッフ
- 原作 - ホビージャパン（七つの大罪）
- 原案 - 河原正信
- 監督 - よしもときんじ
- ストーリーコンセプト・シリーズ構成 - 吉本欣司
- メインライター - 鈴木雅詞
- キャラクター原案 - Niθ
- キャラクターデザイン - 安田祥子
- インダストリアルデザイン - 枝松聖
- 美術監督・美術設定 - 益田健太
- ビジュアルコーディネーター - 松原貞姫
- 色彩設計 - 吉本欣司、梅本江里（第1、4、5話）、古市裕一（第2、3、6話 - ）
- 撮影監督 - 藤田智史
- 編集 - 坂本雅紀
- 録音監督 - 森下広人
- 音楽 - 横山克、堤博明
- 音楽制作 - ランティス
- 音楽プロデューサー - 吉江輝成、佐藤純之介
- プロデューサー - 高橋和彰、横田正明、礒谷徳知、井上卓哉、浅賀孝郎
- 制作プロデューサー - 渡辺秀信、河井敬介、森尻和明
- プロデュース - ジェンコ
- アニメーション制作 - アニメーションスタジオ・アートランド×ティー・エヌ・ケー
- 製作 - 「sin 七つの大罪」パートナーズ（NBCユニバーサル・エンターテイメント、ホビージャパン、エー・ティー・エックス、ランティス、オーキッドシード、叶音、ジェンコ）

#### 主題歌
オープニングテーマ「My Sweet Maiden」（第2話 - 第11話）
作詞 - 真崎エリカ / 作曲 - SHINTA-LOW、本多友紀 / 編曲 - 本多友紀 / 歌 - Mia REGINA
エンディングテーマ「Welcome To Our Diabolic Paradise」（第1話 - 第4話、第6話 - 第11話）
作詞・作曲 - デーモン閣下 / 編曲 - pal@pop / 歌 - Mia REGINA
挿入歌
「がっでむ☆くりてぃかる」（第1話、第5話）
作詞・作曲・編曲 - ZAQ / 歌 - アスタロト（田所あずさ）
「レヴィのレシピ」（第2話）
作詞 - 中村彼方 / 作曲・編曲 - EFFY / 歌 - レヴィアタン（藤田茜）
「baby now」（第3話）
作詞 - 中村彼方 / 作曲・編曲 - AstroNoteS / 歌 - アスモデウス（たかはし智秋）
「Requiem Lullaby」（第4話）
作詞 - 中村彼方 / 作曲・編曲 - 原田アツシ / 歌 - マモン（日笠陽子）
「ASUDEKO」（第4.5話 - ）
作詞 - ZAQ / 作曲・編曲 - 河田貴央 / 歌 - アスタロト（田所あずさ）
「微熱なDancin'」（第5話）
作詞 - ZAQ / 作曲・編曲 - 河田貴央 / 歌 - ルシファー（喜多村英梨）
「Goddamn Critical(ルシファーver)」（第5話）
作詞・作曲・編曲 - ZAQ / 歌 - ルシファー（喜多村英梨)
「がっでむ♡くりてぃかる(ルシファーver)」（第5話）
作詞 - ZAQ&河田貴央&juun.coo / 作曲 - ZAQ / 編曲 - 河田貴央 / 歌 - ルシファー（喜多村英梨）
「微熱なASUDEKO」（第5話）
作詞 - ZAQ / 作曲・編曲 - 河田貴央 / 歌 - ルシファー（喜多村英梨）×アスタロト（田所あずさ）
「もうどぉもぷにぱにゃモード」（第6話）
作詞 - 中村彼方 / 作曲・編曲 - AstroNoteS / 歌 - ベルフェゴール（加隈亜衣）
「ミル・ひみつ・フィーユ」（第7話）
作詞 - 中村彼方 / 作曲・編曲 - 小松一也 / 歌 - ベルゼバブ（小倉唯）
「戦の逆鱗」（第8話）
作詞 - 中村彼方 / 作曲・編曲 - 酒井陽一 / 歌 - サタン（櫻庭有紗）
「YES or YES」（第11話）
作詞 - 中村彼方 / 作曲 - 桑原聖 / 編曲 - 酒井拓也 / 歌 - ベリアル（伊藤静)
「Goddamn Critical」
作詞・作曲 - ZAQ / 編曲 - 河田貴央 / 歌 - アスタロト（田所あずさ）

#### 各話リスト
| 話数     | サブタイトル                            | 脚本                       | 絵コンテ                  | 演出                        | 作画監督 | 総作画監督                     |   |
| -------- | --------------------------------------- | -------------------------- | ------------------------- | --------------------------- | --- | ------------------------------ | - |
| 第1話    | 傲慢たる堕天使                          | 鈴木雅詞 𠮷本欣司          | よしもときんじ            | よしもときんじ              | 塚田ひろし 小関雅 岡田豊広 神木はな                                                                                 | 安田祥子 小関雅                |   |
| 第2話    | 嫉妬ゆえの暴走                          | 鈴木雅詞 𠮷本欣司          | 西島克彦                  | 日下直義 勝亦祥視           | 野本正幸 | ごとうじゅんじ                 |   |
| 第3話    | 色欲の渚                                | 鈴木雅詞 𠮷本欣司          | 斎藤久                    | 藏本穂高                    | 石動仁 神田岳 中島美子 山崎輝彦 李周炫                                                                              | ごとうじゅんじ                 |   |
| 第4話    | 強欲うごめく霧の街                      | 松原貞姫 𠮷本欣司          | うるし原智志              | 千葉孝幸                    | 正金寺直子 塚田ひろし 神木はな 小関雅 石橋有希子 岡田豊広                                                           | 安田祥子 小関雅                |   |
| 第4.5話  | まさに悪魔の所業…                       | -                          | 梅津泰臣（MV）            | 梅津泰臣（MV）              | 梅津泰臣（MV） | -                              |   |
| 第5話    | 憂鬱なる歌姫                            | 小鹿りえ 𠮷本欣司 松原貞姫 | 石黒達也                  | 川西泰二 山口美浩 冨田剛司  | 安田祥子 小関雅 手島隼人 服部益美 飯飼一幸                                                                          | 安田祥子 小関雅                |   |
| 第6話    | 怠惰オンライン                          | 大久保昌弘 𠮷本欣司        | 大畑晃一                  | 日下直義 勝亦祥視 野本正幸  | 朝岡卓也 ごとうじゅんじ 斉藤香織 斉藤和也 清水勝祐                                                                  | ごとうじゅんじ                 |   |
| 第7話    | 咎なき暴食                              | 鈴木雅詞 𠮷本欣司          | 高本宣弘                  | 高橋順                      | 山本善哉 | 安田祥子 小関雅                |   |
| 第8話    | 解き放たれた憤怒                        | 大久保昌弘                 | 西島克彦                  | ながはまのりひこ            | 朝岡卓矢 石動仁 神田岳 中島美子 西山伸吾                                                                            | ごとうじゅんじ                 |   |
| 第9話    | 汝 一切の希望を捨てよ                   | 鈴木雅詞 𠮷本欣司          | よしもときんじ 夕澄慶英！ | 夕澄慶英！ 山口美浩         | KIM SU-HO | 安田祥子 小関雅                |   |
| 第10話   | 汝の敵を愛し 汝らを責むる者のために祈れ | 大久保昌弘 鈴木雅詞        | 柳沢テツヤ                | 吉田俊司                    | 朝岡卓矢 石動仁 岡辰也 神田岳 ごとうじゅんじ 齊藤香織 清水勝祐 渡辺はるか                                           | ごとうじゅんじ                 |   |
| 第10.5話 | 緊急特番！門限破りの罪                  | -                          | -                         | -                           | - | -                              | - |
| 第11話   | 求めよ さらば与えられん                 | 大久保昌弘 鈴木雅詞        | 原博                      | 蔵本穂高 相浦和也           | 飯飼一幸 石動仁 神田岳 小関雅 ごとうじゅんじ 清水勝祐 服部益実 Lee Sok Yun Hue Hey Jung Chang Bum Chul Choi Nak Jin | 小関雅 ごとうじゅんじ          |   |
| 第12話   | 神は天にいまし すべて世は事も無し       | 鈴木雅詞 よしもときんじ    | 西島克彦 柳沢テツヤ       | ながはまのりひこ 柳沢テツヤ | 朝岡卓也 石動仁 神田岳 斉藤和也 清水勝祐 中島美子 渡辺はるか                                                        | 安田祥子 小関雅 ごとうじゅんじ |   |

#### 放送局
| 放送期間               | 放送時間                     | 放送局   | 対象地域 | 備考                                 |
| ---------------------- | ---------------------------- | -------- | -------- | ------------------------------------ |
| 2017年4月15日 - 7月1日 | 土曜 0:00 - 0:30（金曜深夜） | AT-X     | 日本全域 | CS放送 / R15+指定 / リピート放送あり |
|                        | 土曜 1:05 - 1:35（金曜深夜） | TOKYO MX | 東京都   |                                      |
| 2017年4月18日 - 7月4日 | 火曜 0:30 - 1:00（月曜深夜） | BS11     | 日本全域 | BS放送 / 『ANIME+』枠                |

| 放送期間      | 放送時間                     | 放送局   | 対象地域 | 備考                                   |
| ------------- | ---------------------------- | -------- | -------- | -------------------------------------- |
| 2017年7月8日  | 土曜 0:00 - 0:30（金曜深夜） | AT-X     | 日本全域 | CS放送 / R15+指定 / リピート放送あり   |
| 2017年7月10日 | 月曜 2:35 - 3:05（日曜深夜） | TOKYO MX | 東京都   | 12話は放送無し                         |
| 2017年7月11日 | 火曜 2:00 - 2:30（月曜深夜） | BS11     | 日本全域 | BS放送 / 『ANIME+』枠 / 12話は放送無し |

| 放送期間      | 放送時間           | 放送局 | 対象地域 | 備考                                 |
| ------------- | ------------------ | ------ | -------- | ------------------------------------ |
| 2017年7月29日 | 土曜 22:30 - 23:00 | AT-X   | 日本全域 | CS放送 / R15+指定 / リピート放送あり |

| 配信期間        | 配信時間                     | 配信サイト |
| --------------- | ---------------------------- | --- |
| 2017年4月15日 - | 土曜 12：00 更新             | dアニメストア アニメ放題 U-NEXT DMM.com バンダイチャンネル hulu ビデオパス ニコニコチャンネル Rakuten SHOWTIME ビデオマーケット GYAO!ストア |
|                 | 土曜 15：00 更新             | フジテレビオンデマンド |
| 2017年4月17日 - | 月曜 1:00 - 1:30（日曜深夜） | AbemaTV 新作アニメch |

公式サイトで期間限定で無修正版を配信。

#### BD / DVD
| 巻       | 発売日         | 収録話          | 規格品番  | 規格品番  |
| 巻       | 発売日         | 収録話          | BD初回版  | DVD初回版 |
| -------- | -------------- | --------------- | --------- | --------- |
| 第一の罪 | 2017年6月28日  | 第1話 - 第2話   | GNXA-1961 | GNBA-2581 |
| 第二の罪 | 2017年7月28日  | 第3話 - 第4話   | GNXA-1962 | GNBA-2582 |
| 第三の罪 | 2017年8月23日  | 第5話 - 第6話   | GNXA-1963 | GNBA-2583 |
| 第四の罪 | 2017年9月28日  | 第7話           | GNXA-1964 | GNBA-2584 |
| 第五の罪 | 2017年10月25日 | 第8話 - 第9話   | GNXA-1965 | GNBA-2585 |
| 第六の罪 | 2017年11月29日 | 第10話 - 第11話 | GNXA-1966 | GNBA-2586 |
| 第七の罪 | 2017年12月20日 | 第12話          | GNXA-1967 | GNBA-2587 |
| BD-BOX   | 2021年8月4日   | 第1話 - 第12話  | GNXA-1968 |           |

#### ショートアニメ
『『sin 七つの大罪』ショートアニメ「懺悔録」』は、ニコニコ動画およびYouTubeホビージャパンチャンネルで本編放送後配信の短編アニメ。
脚本は設楽英一、絵コンテは西島克彦、演出はよしもときんじ、アニメーション制作はフォルテス。
| 話数     | サブタイトル                     | 出演 | 配信日         |
| -------- | -------------------------------- | --- | -------------- |
| 第一話   | 私、乗せられやすいんです。       | ルシファー、レヴィアタン 十束真莉亜                                                                              | 2017年 4月14日 |
| 第二話   | 私、趣味に素直なんです。         | ルシファー、レヴィアタン 十束真莉亜                                                                              | 4月21日        |
| 第三話   | 私、親切なんです。               | アスモデウス、十束真莉亜                                                                                         | 4月28日        |
| 第四話   | 私、クオリティには厳しいんです。 | マモン、アスモデウス 十束真莉亜                                                                                  | 5月6日         |
| 第五話   | 私、バイトが忙しいんです。       | アスタロト、ベリアル ベルフェゴール、十束真莉亜                                                                  | 5月20日        |
| 第六話   | 私、慎ましいんです。             | アスタロト、ベリアル 十束真莉亜                                                                                  | 5月27日        |
| 第七話   | 私、可愛いものに目がないんです。 | サタン、十束真莉亜                                                                                               | 6月3日         |
| 第八話   | 私、アクティブなんです。         | ベルフェゴール、十束真莉亜                                                                                       | 6月10日        |
| 第九話   | 私、バカなんです。               | ルシファー、ベルフェゴール ベリアル、十束真莉亜                                                                  | 6月17日        |
| 第十話   | 私、幸せにしちゃうんです。       | ベルゼバブ、サタン ルシファー、十束真莉亜                                                                        | 6月24日        |
| 第十一話 | 私、遊んじゃうんです。           | ベルフェゴール、マモン ベリアル、十束真莉亜                                                                      | 7月8日         |
| 第十二話 | 私、○○なんです。                 | ルシファー、レヴィアタン サタン、ベルフェゴール マモン、ベルゼバブ アスモデウス、ベリアル アスタロト、十束真莉亜 | 7月29日        |
| 第十三話 | 私、負けず嫌いなんです。         | ルシファー、レヴィアタン ベルフェゴール、ベリアル アスタロト、十束真莉亜                                         | 第1巻          |
| 第十四話 | 私、下着がすごいんです。         | レヴィアタン、十束真莉亜                                                                                         | 第2巻          |
| 第十五話 | 私、聖人なんです。               | サタン、十束真莉亜                                                                                               | 第3巻          |
| 第十六話 | 私、片付けられないんです。       | ベルフェゴール、アスタロト 十束真莉亜                                                                            | 第4巻          |
| 第十七話 | 私、仕事熱心なんです。           | マモン、十束真莉亜                                                                                               | 第5巻          |
| 第十八話 | 私、悩んでるんです。             | マモン、ベルゼバブ アスモデウス、ベリアル 十束真莉亜                                                             | 第6巻          |
| 第十九話 | 私、悪魔なんです。               | アスモデウス、十束真莉亜                                                                                         | 第7巻          |

#### 音声ドラマ
『七つの大罪 罪の告白 電脳グリモワール』は公式ホームページ読者参加企画を音声ドラマとして2016年9月30日から2017年3月3日まで全10話が配信。イラストはうるりひ、脚本は設楽英一、ムービー制作はKIZAWA Studioが担当。

#### Webラジオ
『sin七つの大罪〜π（パイ）ラジ〜』は、2017年4月1日から7月1日まで音泉にて毎週土曜日に配信されたWebラジオ番組。パーソナリティはレヴィアタン役の藤田茜と十束真莉亜役の戸田めぐみ。
| TOKYO MX 土曜1:05 - 1:35（金曜深夜）枠 | TOKYO MX 土曜1:05 - 1:35（金曜深夜）枠 | TOKYO MX 土曜1:05 - 1:35（金曜深夜）枠 |
| 前番組                                 | 番組名                                 | 次番組                                 |
| -------------------------------------- | -------------------------------------- | -------------------------------------- |
| 幼女戦記                               | sin 七つの大罪 （2017年4月 - 6月）     | RWBY Volume 1-3: The Beginning         |

### テレビアニメ『七つの美徳』
2018年1月27日から3月までAT-Xにて土曜0時25分 - 30分（金曜深夜）に放送。インターネットでは、YouTubeホビージャパンチャンネルほかにて配信。
同年4月27日に全10話+特典2話を収録したBD (HJNB-1) およびDVD (HJNB-2) が発売。

#### スタッフ（美徳）
- 原案 - 河原正信
- キャラクター原案 - Niθ[31]
- 監督・脚本・絵コンテ - 石平信司[14]
- キャラクターデザイン・プロップデザイン・総作画監督 - 飯塚正則[31]
- 美術監督 - 西山正紀[31]
- 色彩設計 - 佐野ひとみ[31]
- 撮影監督 - ソンヒュンデ
- 編集 - 邊見俊夫[31]
- 音響監督 - 森下広人[31]
- プロデューサー - 横田正明
- プロデュース - 森尻和明
- アニメーションプロデューサー - 飯島弘志[31]
- アニメーション制作 - ブリッジ[31]
- 製作 - ホビージャパン[31]

#### 主題歌（美徳）
「Psychomachia」
作詞 - YUI / 作曲 - 橘尭葉 / 編曲 - 橘尭葉、第参軍楽隊 / 歌 - 妖精帝國

#### 各話リスト（美徳）
| 話数            | サブタイトル               | 演出     | 作画監督           |
| --------------- | -------------------------- | -------- | ------------------ |
| 第1話           | 天使、降臨                 | 清水一伸 | 飯塚正則           |
| 第2話           | 影となって応援しております | 清水一伸 | 谷川政輝           |
| 第3話           | スイーツの特訓だね         | 清水一伸 | 高橋瑞紀           |
| 第4話           | 集中してください           | 辻橋綾佳 | 高瀬健一           |
| 第5話           | これで…いいんですかぁ      | 辻橋綾佳 | 福島勇             |
| 第6話           | ダメだよ！不純だよ！       | 辻橋綾佳 | 飯塚正則           |
| 第7話           | お仕事、お疲れ様           | 辻橋綾佳 | 加瀬幸治           |
| 第8話           | 満員電車にご注意           | 辻橋綾佳 | 飯塚正則、臼田美夫 |
| 第9話           | いっしょに訓練！？         | 清水一伸 | 飯塚正則           |
| 第10話          | 天使の部屋                 | 辻橋綾佳 | 柴田ユウジ         |
| 第11話 (未放送) | 救世主の資質               | 清水一伸 | 飯塚正則           |
| 第12話 (未放送) | スプラッシュ! 新たな特訓   | 清水一伸 | 谷川政輝           |

## 漫画
2016年8月29日よりホビージャパンのウェブコミック配信サイト『コミックファイア』にて連載中。作画はうるりひ。
- 原作：ホビージャパン・漫画：うるりひ『sin 七つの大罪』ホビージャパン〈HJコミックス〉

1. 2017年3月29日発売、ISBN 978-4-7986-1418-2

また、『sin 七つの大罪 日常黙示録』がKADOKAWAの『月刊コミックアライブ』で2016年12月27日から2017年6月27日まで連載されていた。作画は幸奈ふな。
- 原作：「sin 七つの大罪」パートナーズ・漫画：幸奈ふな『sin 七つの大罪 日常黙示録』KADOKAWA〈MFコミックス アライブシリーズ〉
  - 2017年4月22日、ISBN 978-4-0406-9172-5

## 小説
『七つの大罪×七つの美徳 外伝ノベル 旗本退屈魔王』がホビージャパンのウェブ小説配信サイト『読める!HJ文庫』で2018年7月27日より同年12月7日まで連載されていた。著者は設楽英一。

## ゲーム
『sin 七つの大罪 X-TASY』が
USERJOY JAPAN開発・運営によるスマートフォン向けゲームアプリとして2021年6月2日サービス開始。「七つの大罪」「七つの美徳」「異端の罪（はぐれ魔王）」の原作キャラクター達のほかに、ゲームオリジナルキャラクターも登場する。ジャンルはロールプレイングゲーム。基本プレイ無料、アイテム課金。2023年9月27日サービス終了。

## パチンコ
パチンコ『P sin 七つの大罪 X-TREME』が高尾より2023年3月6日導入開始。